# Ахилова гробница
Ахилова гробница (тур. Beşiktepe tumulus) је тумул на тројанској висоравни у Малој Азији, за који се сматра да је традиционална гробница Ахила, старогрчког хероја из Тројанског рата. Налази се на полуострву Бига у северозападном делу Анадолије у Турској, на подручју које се и данас по свом историјском имену назива Троада или Троас (грч. Τρωάς). На овом полуострву се такође налазе и рушевине Троје, археолошки локалитет уврштен у Светску баштину Унеска.

## Опис подручја
Цео регион, не само овај тумул, карактерише повезаност са Ахиловом легендом, како назив самог подручја – Илијос – тако и многих локација. На пример, овде се налазио старогрчки град Ахилејон назван у част Ахила. Његови остаци се налазе у близини Анадолијског града Троада у данашњој Турској. Као мањи град (полис) хеленистичког периода цветао је од 6. века п. н. е., а на основу датирања археолошких налаза постаје ненастањен већ од 2. века п. н. е. Данас је археолошко налазиште и туристичка дестинација на обали Медитерана. Ту је по класичној традицији сахрањен Ахил, херој битке у Троји. Пошто се на том подручју налази већи број великих и мањих тумула не може се знати са тачношћу у ком је сахрањена легендарна личност.

## Друге традиције
Према предању Александар Велики (356-323 п. н. е.) је током свог проласка регионом посетио Ахилов гроб да би одао почаст ратнику претку на кога се угледао. Ова сцена честа је тема класичних уметника. На пример Ђовани Паоло Панини (1692–1765), сликар из барокног периода, приказао је пирамиду у позадини да би дочарао егзотичну сцену, која се дешава ван оквира Римског царства. Слика има и свој наставак, назван "Александар Велики пресеца Гордијски чвор" у коме Панини у идеалистичном контексту слави величанство старих времена.